# Heaven Shall Burn... When We Are Gathered
Heaven Shall Burn... When We Are Gathered četvrti je studijski album švedskog black metal-sastava Marduk. Diskografska kuća Osmose Productions objavila ga je 24. lipnja 1996. Regain Records ponovno je objavio album 27. lipnja 2006.

## O albumu
Prvi je Mardukov album s pjevačem Legionom. Ime albuma aluzija je na pjesmu "Dies Irae" s albuma Blood Fire Death švedskog black/viking metal sastava Bathory.
Njemački melodični death metal/metalcore-sastav Heaven Shall Burn nazvan je po tom albumu.
Za pjesmu "Summon the Darkness" glazbu je skladao Øystein "Euronymous" Aarseth, glazbenik norveškog black metal-sastava Mayhem. Pjesma se prvotno trebala pojaviti na albumu De Mysteriis Dom Sathanas.

## Popis pjesama
Tekstovi i glazba: Marduk (osim pjesma 1. - glazba: Euronymous glazbenik sastava Mayhem i tekstovi pjesme 5., 7. - Tony Särkkä). 
| 1.    | »Summon the Darkness«                     | 0:21 |
| 2.    | »Beyond the Grace of God«                 | 5:17 |
| 3.    | »Infernal Eternal«                        | 4:41 |
| 4.    | »Glorification of the Black God«          | 4:52 |
| 5.    | »Darkness It Shall Be«                    | 4:40 |
| 6.    | »The Black Tormentor of Satan«            | 4:15 |
| 7.    | »Dracul va Domni Din Nou in Transilvania« | 5:39 |
| 8.    | »Legion«                                  | 5:55 |
| 35:40 |                                           |      |

| Bonusovi pjesme | Bonusovi pjesme                                                 | Bonusovi pjesme | Bonusovi pjesme | Bonusovi pjesme | Bonusovi pjesme | Bonusovi pjesme | Bonusovi pjesme | Bonusovi pjesme | Bonusovi pjesme |
| Br.             | Skladba                                                         | Trajanje        |                 |                 |                 |                 |                 |                 |                 |
| --------------- | --------------------------------------------------------------- | --------------- | --------------- | --------------- | --------------- | --------------- | --------------- | --------------- | --------------- |
| 9.              | »Beyond the Grace of God« (demoverzija)                         | 5:21            |                 |                 |                 |                 |                 |                 |                 |
| 10.             | »Glorification« (demoverzija)                                   | 4:07            |                 |                 |                 |                 |                 |                 |                 |
| 11.             | »Black Tormentor/Shadow of our Infernal King« (demoverzija)     | 4:20            |                 |                 |                 |                 |                 |                 |                 |
| 12.             | »Infernal Eternal/Towards the Land of the Damned« (demoverzija) | 4:36            |                 |                 |                 |                 |                 |                 |                 |
| 54:04           |                                                                 |                 |                 |                 |                 |                 |                 |                 |                 |

## Zasluge
| Marduk - Legion - vokali - Morgan Steinmeyer Håkansson - gitara - B. War - bas-gitara - Fredrik Andersson - bubnjevi | Ostalo osoblje - Euronymous - glazba (pjesma 1.) - Tony Särkkä - tekstovi (pjesme 5., 7.) - Alf Svensson - omot albuma - Karmanik - grafički dizajn - Peter Tägtgren - produkcija, inženjer zvuka, mix - Linus Lindgren - fotografije |